# Gynoplistia sackeni
Gynoplistia sackeni är en tvåvingeart som beskrevs av Alexander 1920. Gynoplistia sackeni ingår i släktet Gynoplistia och familjen småharkrankar. Inga underarter finns listade i Catalogue of Life.